# One More Light
One More Light je sedmi album nu metal skupine Linkin Park. Izšel je leta 2017 pri založbi Warner Bros.

## Seznam skladb
1. "Nobody Can Save Me" - 3:45
2. "Good Goodbye" (featuring Pusha T and Stormzy) - 3:31
3. "Talking to Myself" - 3:51
4. "Battle Symphony" - 3:36
5. "Invisible" - 3:34
6. "Heavy" (featuring Kiiara) - 2:49
7. "Sorry for Now" - 3:23
8. "Halfway Right" - 3:37
9. "One More Light" - 4:15
10. "Sharp Edges"	- 2:58